# Pointis-de-Rivière
Pointis-de-Rivière (em occitano:  Poentís de Ribèra) é uma comuna francesa na região administrativa da Occitânia, no departamento do Alto Garona. Estende-se por uma área de 6.58 km², com 850 habitantes, segundo o censo de 2018, com uma densidade de 130 hab/km².